# Robert Maillet
Robert Maillet (26 de octubre de 1969) es un luchador profesional y actor canadiense conocido por su trabajo en la World Wrestling Federation bajo el nombre artístico de Kurrgan.

## Carrera en la lucha libre profesional

### Circuito independiente (1989-1993)
Al inicio de su carrera, Maillet luchó como Giant Kurgan en Renegade Wrestling Alliance, donde derrotó a Giant Warrior al final de un feudo entre ambos. Poco más tarde, Maillet se desplazó a Atlantic Grand Prix Wrestling, donde tuvo una larga racha de victorias.

### World Wrestling Federation (1997-1999)
Tras un tiempo, Maillet fue contratado por la World Wrestling Federation, siendo enviado al territorio de desarrollo de la empresa, United States Wrestling Association, donde se unió al stable The Truth Commission (The Commandant, Sniper, Recon & Tank) bajo el nombre The Interrogator. Haciendo equipo con Recon, Interrogator ganó tres veces los Campeonatos en Parejas de la USWA.
En junio, The Truth Commission llegó al plantel principal de la WWF, esta vez dirigido por The Jackyl. Tras una larga racha de victorias, el grupo entró en un feudo con The Disciples of Apocalypse (8-Ball, Chainz, Crush & Skull). El feudo finalizó en Survivor Series 1997, donde The Interrogator eliminó a todo el equipo contrario después de haber quedado el último de su bando. Poco más tarde, Thr Truth Commission fue disuelta.
Posteriormente, Interrogator fue renombrado Kurrgan y siguió con su carrera en solitario, siendo presentado como un hombre monstruoso que sólo era controlado por su mánager, The Jackyl, quien le golpeaba a menudo. Kurrgan apareció en Royal Rumble, siendo eliminado por cuatro luchadores después de entrar en el puesto 12. Más tarde, Jackyl introdujo a otro luchador, el deforme enmascarado Golga, y creó un grupo heel llamado Oddities junto con Giant Silva y otros luchadores. Sin embargo, Jacky les abandonó y el equipo quedó inactivo hasta que fue reintroducido por Sable, siendo presentados como faces amantes de la diversión, bailando en su entrada y sin importarles mucho el resultado de sus combates. Su debut en un evento fue en SummerSlam, donde derrotaron fácilmente al stable heel Kaientai (TAKA Michinoku, Dick Togo, Mens Teioh y Sho Funaki). Durante el evento, fueron acompañados por Insane Clown Posse, quienes se unieron permanentemente a ellos, actuando como mánager y ayudándoles en los combates.
Tras ello, Oddities entraron en un feudo con The Headbangers, después de que les atacasen brutalmente en la edición de RAW del 21 de septiembre de 1998. Después de ello, Oddities derrotaron a Headbangers en varios combates en RAW y Heat; además, Golga derrotó a Mosh en un dark match de Breakdown. Sin embargo, The Headbangers centraron su atención en Insane Clown Posse, derrotándoles y atacándoles en varias ocasiones. Esto generó frustración en Violent y Shaggy, lo que provocó que comenzasen a culpar al resto de miembros de Oddities de sus derrotas. Más tarde, en Judgment Day, Oddities derrotaron a Los Boricuas (José Estrada, Miguel Pérez, Jr. & Jesús Castillo), siendo atacados Insane Clown Posse por The Headbangers después de la lucha. El 23 de noviembre, en RAW, se celebraría un combate de revancha entre ICP y The Headbangers, pero Shaggy y Violent exigieron a Golga y Kurrgan que les sustituyesen. Durante el combate, Golga impactó accidentalmente contra Violent, ocasionando que Insane Clown Posse irrumpiesen en el ring atacando a Oddities con sprays lacrimógenos, rapando el pelo de Luna y abandonando el stable. La siguiente semana, The Oddities asaltaron a The Headbangers, retándoles a un combate en Rock Bottom; sin embargo, durante el evento Mosh y Trasher salieron victoriosos. Poco más tarde, George "The Animal" Steele volvió a la WWF y se unió a Oddities el 20 de diciembre en Heat para combatir a Mosh y Thrasher. Durante ese tiempo, Steele referido como "The Original Oddity". Mientras tanto, Luna Vachon volvió a entrar en un feudo con Sable por el WWF Women's Championship, abandonando el grupo.
En 1999, Oddities entraron en un feudo con Too Much y Disciples of Apocalipse, teniendo varios combates contra ellos hasta que, finalmente, el 20 de febrero en Shotgun DOA y Too Much les derrotaron. Una semana más tarde, Kurrgan fue derrotado por The Undertaker, siendo la última aparición del grupo en la WWF. En Royal Rumble 1999, Kurrgan apareció pero fue eliminado por Kane. Poco más tarde, Maillet fue liberado de su contrato.

### Consejo Mundial de Lucha Libre (1999)
A mediados de 1999, Maillet fue enviado al Consejo Mundial de Lucha Libre de México, donde debutó como Gigante Kurrgan. Kurrgan se reveló heel, y se convirtió en el enorme aliado de Apolo Dantés y Universo 2000. Gracias a su enorme tamaño, Kurrgan competía principalmente en combates en desventaja, y tuvo enfrentamiento con The Headhunters (Headhunter A & Headhunter B), así como con su antiguo aliado Gigante Silva, con quien se disputaba el puesto del auténtico gigante de CMLL. Después de ser finalmente vencido por Silva, Kurrgan abandonó la empresa.

### Retorno al circuito independiente (1999-2005)
Trabajó en los eventos de Jacques Rougeau como Kurgan. El 8 de julio de 2005 luchó contra "Hacksaw" Jim Duggan durante una CFL en Montreal.

## Otras apariciones
Maillet tuvo un papel en la película del 2007 300 en la cual interpreta al gigante berserker. En el 2009 participó en la película Sherlock Holmes. Durante el rodaje de la misma golpeó accidentalmente a Robert Downey Jr., dejándolo inconsciente. El 16 de diciembre de 2009, en Late Show with David Letterman, Downey declaró que Maillet estaba "10 veces más preocupado por el incidente" que el propio Downey.
También realizó una aparición en la película del 2011 Immortals de Tarsem Singh en la cual desempeñaba el papel de Minotauro, un feroz y brutal guerrero a las órdenes de Hiperion (Mickey Rourke), no se le ve el rostro a lo largo del film, también trabajo en esta película junto con Henry Cavill, Freida Pinto y Luke Evans.
Recientemente se anunció que está incorporado al elenco de "The Mortal Instruments", una adaptación a la novela de Cassandra Clare, interpretando el papel de Blackwell.

## Campeonatos y logros
- Consejo Mundial de Lucha Libre
  - Torneo de Tríos (1999) - con El Satánico y Pirata Morgan

- NWA: Extreme Canadian Championship Wrestling
  - NWA/ECCW Heavyweight Championship (2 veces)

- Real Action Wrestling
  - RAW Heavyweight Championship (1 vez)

- United States Wrestling Association
  - USWA World Tag Team Championship (3 veces) - con Recon

- Wrestling Observer Newsletter
  - WON Peor equipo (1998) con Golga

## Filmografía
| Título                                  | Papel                   | Año  |
| Lexx                                    | Leroy                   | 2001 |
| Liocracy                                | Behemoth Jones          | 2003 |
| 300                                     | Uber-Immortal berserker | 2007 |
| Sherlock Holmes                         | Dredger                 | 2009 |
| Immortals                               | Minotauro               | 2011 |
| The Big Bang                            | Anton 'El Pro' Protopov | 2011 |
| A Little Bit Zombie                     | Terry (Hombre del bar)  | 2012 |
| Percy Jackson y el mar de los monstruos | Polifemo                | 2013 |
| Pacific Rim                             | Aleksis Kaldanovs       | 2013 |
| Cazadores de sombras: Ciudad de hueso   | Samuel Blackwell        | 2013 |
| Hercules:The Thracian Wars              |                         | 2014 |
| Brick Mansions                          | Yeti                    | 2014 |
| The Strain                              | Jusef Sardu, "El Amo"   | 2014 |
| Perros rabiosos                         | Hombre en el pueblo     | 2015 |
| Polar                                   | Karl                    | 2019 |
| Becky                                   | Apex                    | 2020 |